# رانر رانر (فیلم)
رانر رانر (به انگلیسی: Runner Runner) فیلمی آمریکایی در سبک جنایی و دلهره‌آور محصول ۲۰۱۳ به کارگردانی برد فرمن است. در این فیلم بازیگرانی مثل جاستین تیمبرلیک، جما آرترتون، بن افلک و لوئیس لومباردی حضور دارند. این فیلم در تاریخ ۲۵ سپتامبر در بلژیک، فرانسه و فیلیپین به نمایش درآمد و در ۴ اکتبر ۲۰۱۳ در ایالات متحده منتشر شد.

## خلاصه داستان
ریچی فرست (تیمبرلیک) در بازی پوکر تمام شهریه دانشگاهش را از دست می‌دهد و هنگامی که متوجه می‌شود تقلبی در بازی انجام گرفته‌است، تصمیم می‌گیرد به کاستاریکا نزد آیوِن بلاک (افلک)، شخصی که بازی پوکر آنلاین متعلق به اوست برود و او را از تقلب در سیستم آگاه سازد و….

## بازیگران
- جاستین تیمبرلیک
- جما آرترتون
- بن افلک
- لوئیس لومباردی
- مایکل اسپر
- ماگدالنا والیگورسکا-لیشیتسکا
- یاتسک کاوُتسکی